# Hackness
Hackness est un village et une paroisse civile du Yorkshire du Nord, en Angleterre. Il est situé dans le Parc national des North York Moors, à six kilomètres environ à l'ouest de la ville de Scarborough. Administrativement, il relève du district de Scarborough. Au moment du recensement de 2011, il comptait 221 habitants.
Le village abrite deux monuments classés de Grade I : son église, qui remonte en partie au XIe siècle, et Hackness Hall, un manoir de la fin du XVIIIe siècle.